# La presó del comtat de Jackson
La presó del comtat de Jackson (títol original en anglès: Jackson County Jail) és una pel·lícula dels Estats Units de Michael Miller estrenada el 1976. Ha estat doblada al català.

## Argument
Injustament empresonada en una petita ciutat del sud dels Estats Units i violada per un policía, una jove aconsegueix fugir amb la seva companya de cel·la.

## Repartiment
- Yvette Mimieux: Dinah Hunter
- Tommy Lee Jones: Coley Blake
- Cliff Emmerich: Mr. Bigelow
- Howard Hesseman: David
- Robert Carradine: Bobby Ray